# Weldon Spring Heights
Weldon Spring Heights är en ort (village) i Saint Charles County i Missouri. Vid 2020 års folkräkning hade Weldon Spring Heights 93 invånare.